# 臺中市大專院校列表
臺中市公私立大專院校列表列出位於臺中市境內、經中華民國教育部立案的各公私立大學、獨立學院、科技大學、技術學院、與專科學校。各大專院校地址前的括弧為3+2碼郵遞區號。

## 市區

### 南區
| # | 學校名稱     | 學校地址                      | 網址                                           | 學生人數 |
| 1 | 國立中興大學 | （40227）南區興大路145號      | http://www.nchu.edu.tw/ （页面存档备份，存于） | 16,496名 |
| 2 | 中山醫學大學 | （40201）南區建國北路1段110號 | http://www.csmu.edu.tw （页面存档备份，存于）  | 8,167名  |

### 北區
| # | 學校名稱             | 學校地址                    | 網址                                            | 學生人數 |
| 3 | 國立臺灣體育運動大學 | （40404）北區雙十路1段16號  | http://www.ntupes.edu.tw （页面存档备份，存于） | 2,718名  |
| 4 | 國立臺中科技大學     | （40401）北區三民路3段129號 | http://www.nutc.edu.tw （页面存档备份，存于）   | 11,914名 |
| 5 | 中國醫藥大學         | （40402）北區學士路91號     | http://www.cmu.edu.tw （页面存档备份，存于）    | 7,780名  |

### 西區
| # | 學校名稱         | 學校地址                 | 網址                                           | 學生人數 |
| 6 | 國立臺中教育大學 | （40306）西區民生路140號 | http://www.ntcu.edu.tw/ （页面存档备份，存于） | 4,030名  |

### 北屯區
| # | 學校名稱     | 學校地址                   | 網址                                           | 學生人數 |
| 7 | 中臺科技大學 | （40601）北屯區廍子路666號 | http://www.ctust.edu.tw （页面存档备份，存于） | 10,708名 |

### 西屯區
| #  | 學校名稱     | 學校地址                         | 網址                                          | 學生人數 |
| 8  | 東海大學     | （40704）西屯區台灣大道四段181號 | http://www.thu.edu.tw （页面存档备份，存于）  | 17,157名 |
| 9  | 逢甲大學     | （40724）西屯區文華路100號       | http://www.fcu.edu.tw （页面存档备份，存于）  | 20,426名 |
| 10 | 僑光科技大學 | （40721）西屯區僑光路100號       | http://www.ocu.edu.tw/ （页面存档备份，存于） | 9,902名  |

### 南屯區
| #  | 學校名稱     | 學校地址                 | 網址                                         | 學生人數 |
| 11 | 嶺東科技大學 | （40852）南屯區嶺東路1號 | http://www.ltu.edu.tw （页面存档备份，存于） | 10,174名 |

## 屯區

### 太平區
| #  | 學校名稱         | 學校地址                     | 網址                                           | 學生人數 |
| 12 | 國立勤益科技大學 | （41170）太平區中山路2段57號 | http://www.ncut.edu.tw/ （页面存档备份，存于） | 10,115名 |

### 大里區
| #  | 學校名稱     | 學校地址                  | 網址                                           | 學生人數 |
| 13 | 修平科技大學 | （41280）大里區工業路11號 | http://www.hust.edu.tw/ （页面存档备份，存于） | 8,500名  |

### 霧峰區
| #  | 學校名稱     | 學校地址                     | 網址                                           | 學生人數 |
| 14 | 亞洲大學     | （41354）霧峰區柳豐路500號   | http://www.asia.edu.tw/ （页面存档备份，存于） | 13,538名 |
| 15 | 朝陽科技大學 | （41349）霧峰區吉峰東路168號 | http://web.cyut.edu.tw/ （页面存档备份，存于） | 15,108名 |

## 海線

### 沙鹿區
| #  | 學校名稱     | 學校地址                         | 網址                                         | 學生人數 |
| 16 | 靜宜大學     | （43301）沙鹿區臺灣大道7段200號  | http://www.pu.edu.tw/ （页面存档备份，存于） | 12,435名 |
| 17 | 弘光科技大學 | （43302）沙鹿區臺灣大道6段1018號 | http://www.hk.edu.tw/ （页面存档备份，存于） | 12,833名 |